# 杨学明

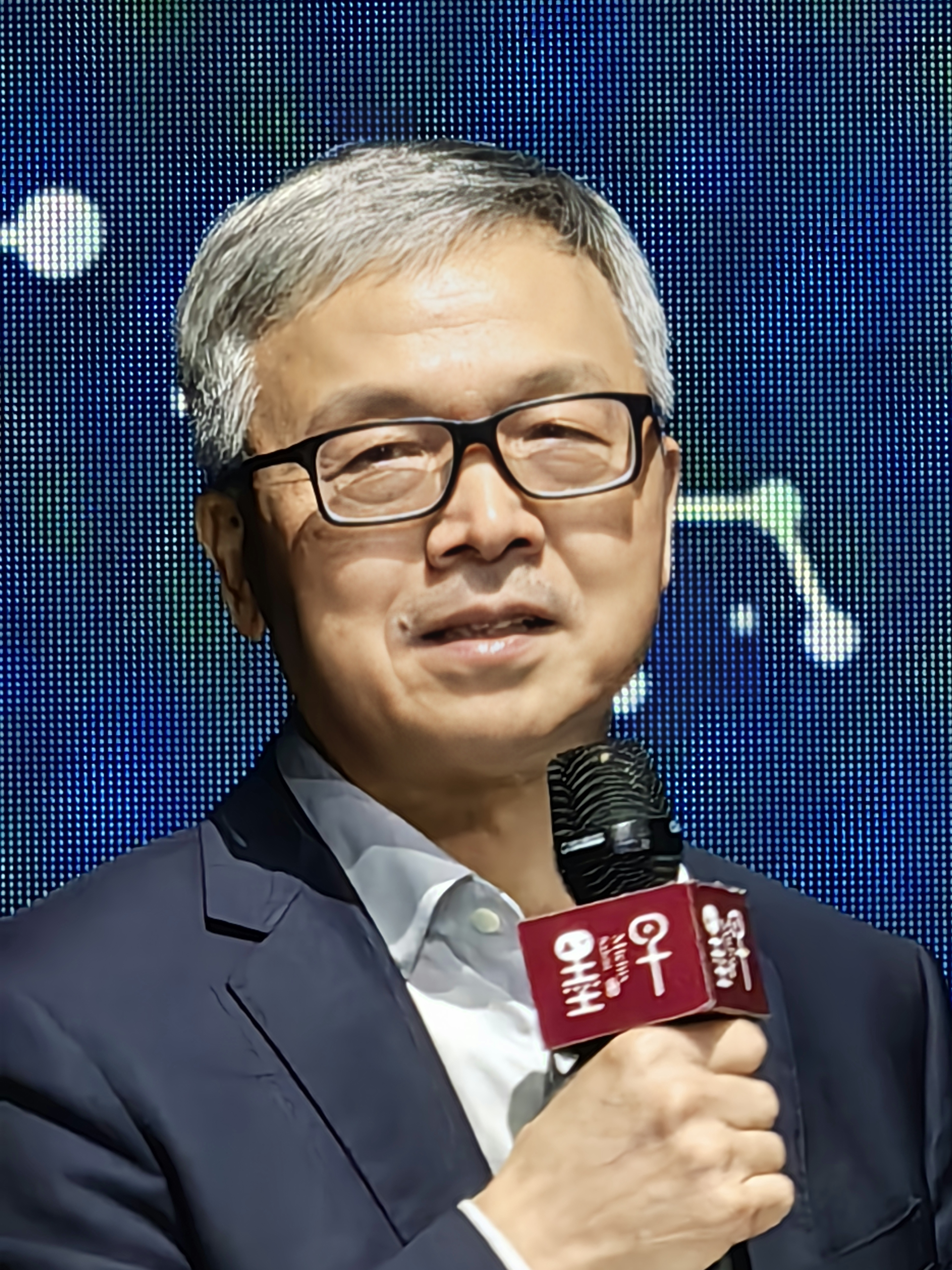

杨学明（1962年10月—），浙江德清人，中国物理化学家，无党派人士。现任南方科技大學副校长，中国科学院大连化学物理研究所研究员。

## 生平
1982年7月毕业于浙江师范大学物理系，1986年1月获中国科学院大连化学物理研究所硕士学位，1991年8月获美国加州大学圣巴巴拉分校博士学位。曾任台湾中央研究院原子与分子科学研究所终身职研究员，中国科学院大连化学物理研究所副所长。2017年加入南方科技大学，历任理学院院长、代理副校长、副校长等职。
2011年当选为中国科学院院士。2018年2月24日，当选为第十三届全国人大代表。
2022年获得未来科学大奖物质科学奖。